# Слейпвейк
Слейпвейк (нід. Sluipwijk) — село в нідерландській провінції Південна Голландія. Входить до муніципалітету Бодегравен-Реувейк.
Його площа — 5,02 км², а населення станом на 2021 рік становило 405 осіб.
До 1870 року мало статус окремого муніципалітету.

## Галерея

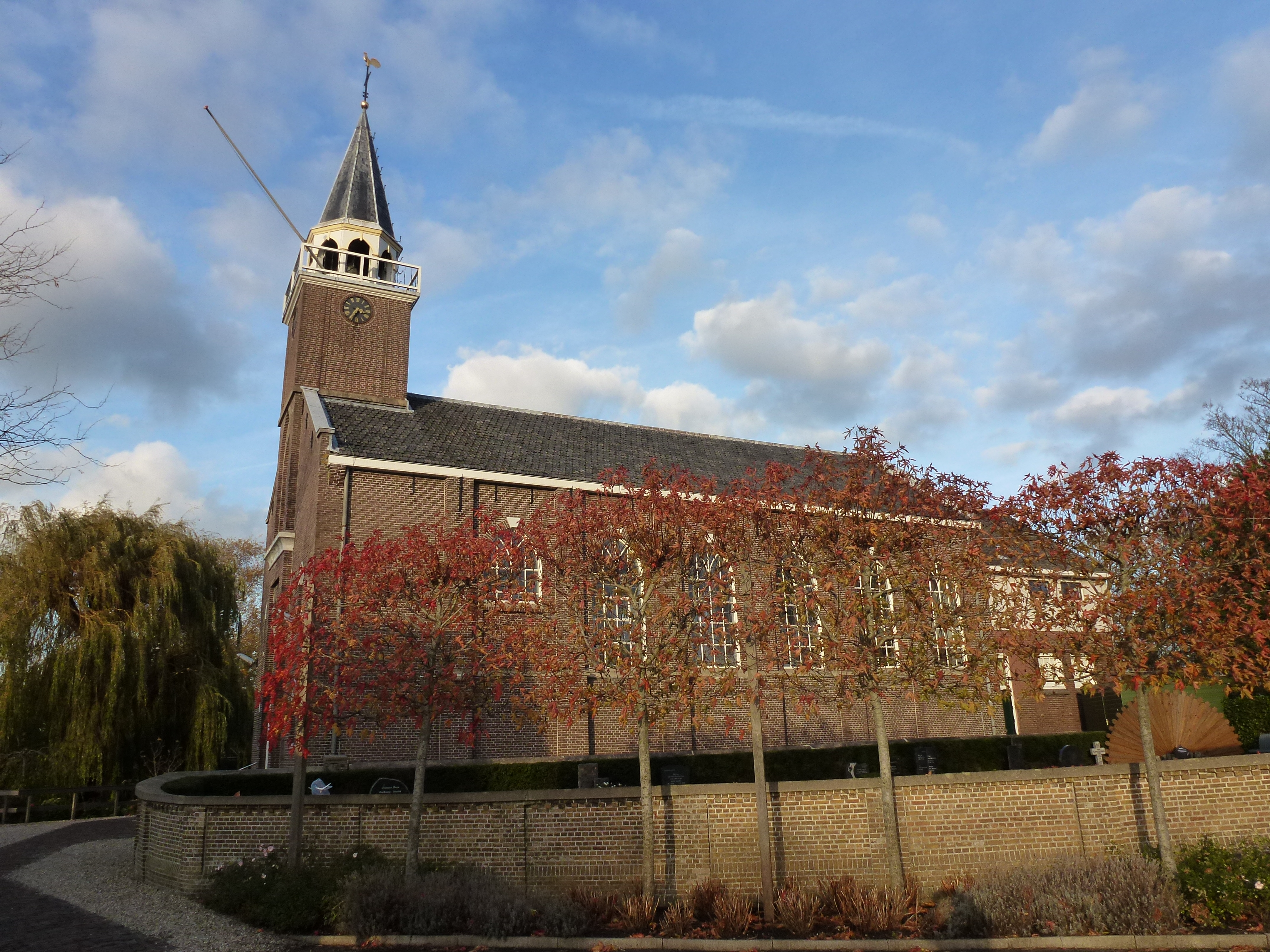
Реформістська церква
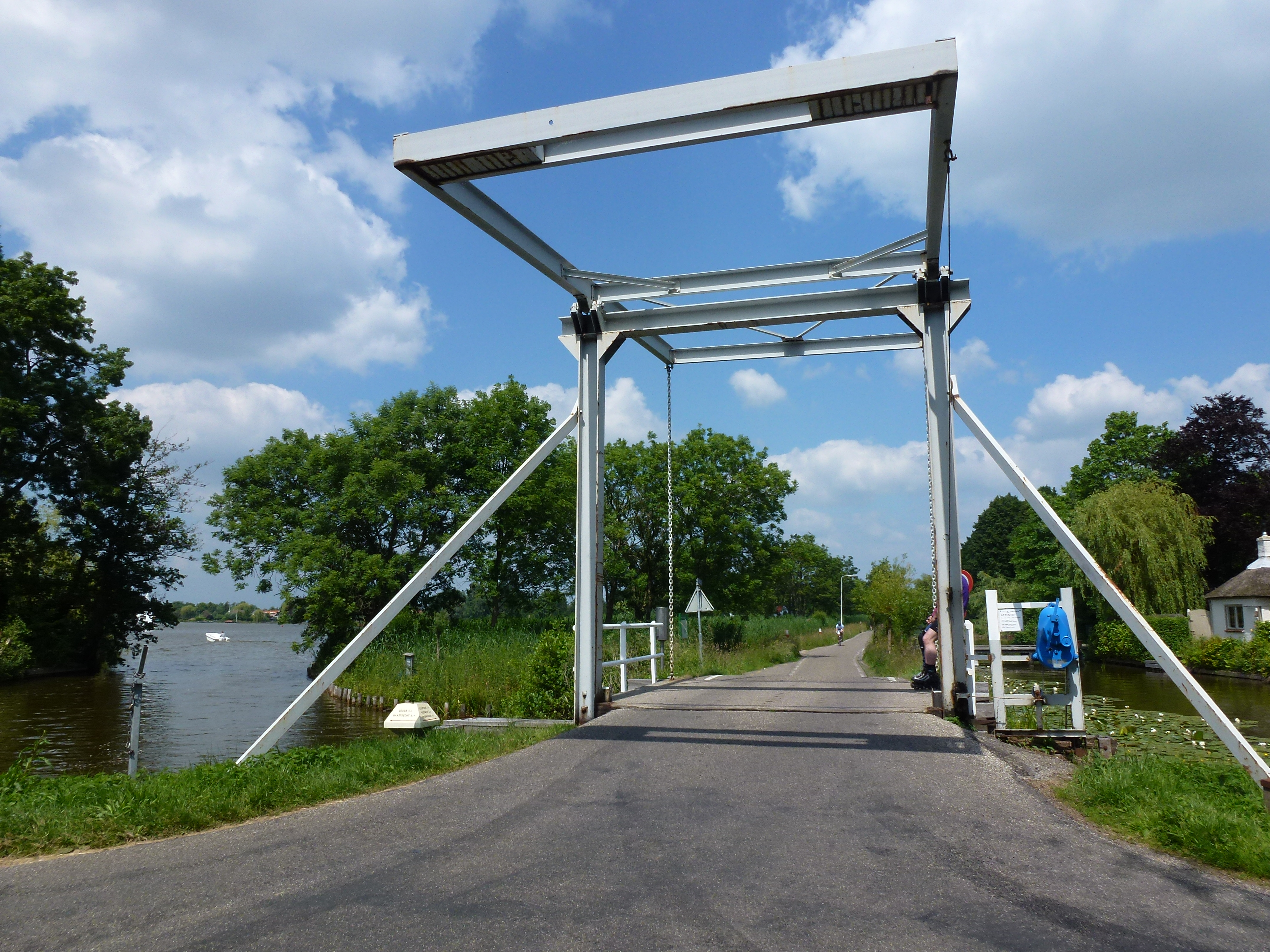
Розвідний міст
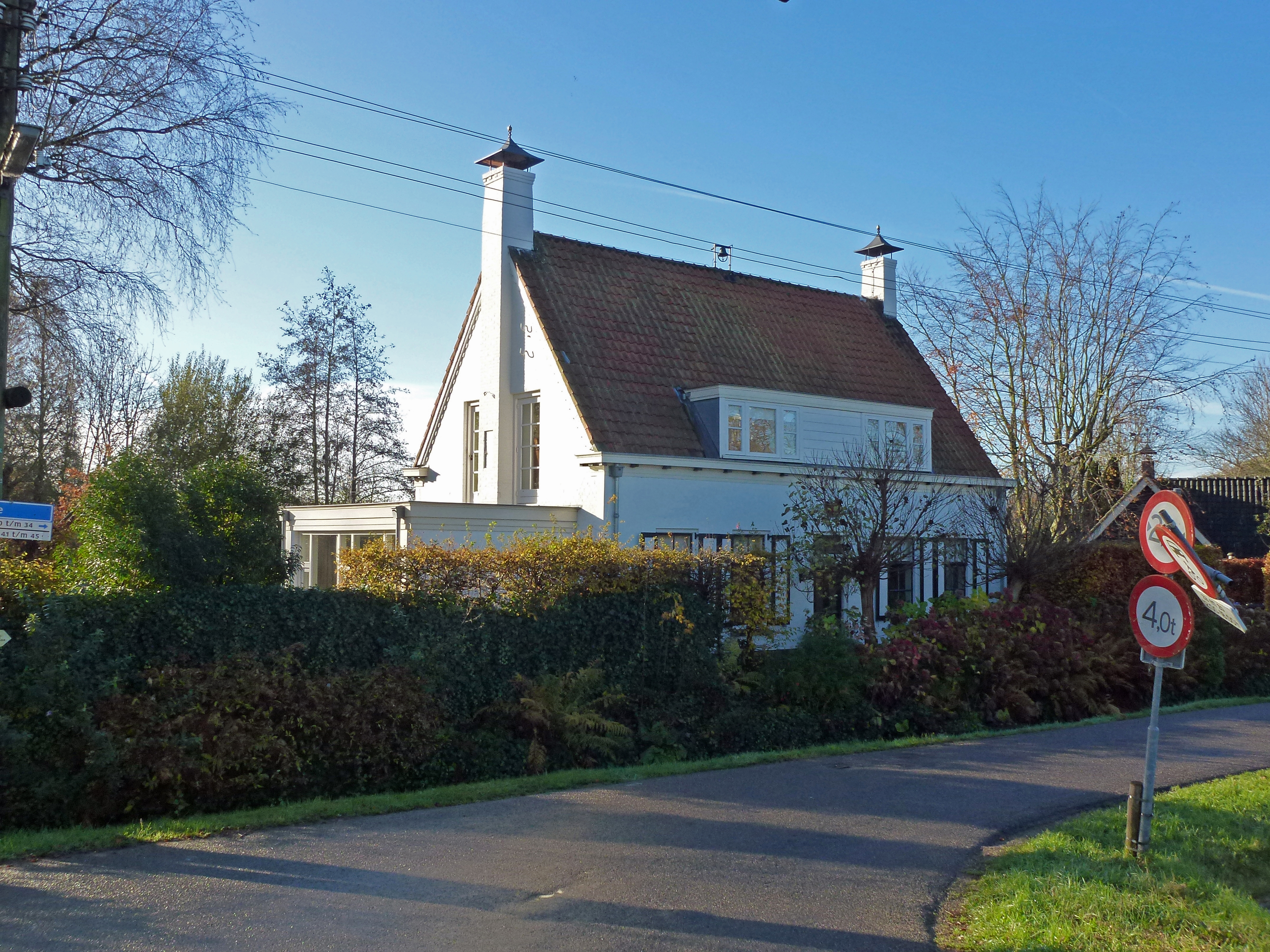
Будинок у селі